# 渋谷クロスFM
株式会社渋谷クロスFM（しぶやクロスエフエム、Shibuya Cross-FM）は、東京都渋谷区にある同名のインターネットラジオ、ミニFMを運営する企業である。放送法上の放送局ではない。

## 概要
2015年（平成27年）に江崎洋幸らコミュニティー放送「SHIBUYA-FM」にかかわっていたスタッフが中心となり設立。同年7月7日に、大手メディアがフォローできないストリート情報をカバーする「渋谷で一番の情報発信基地」をスローガンに、大きな柱は「地域防災への意識づけ」と「インディーズミュージシャンの応援」として渋谷の地域情報や防災情報、渋谷のカルチャーを発信するインターネットラジオを開始した。地域防災は、代表を務める江崎がSHIBUYA-FM時代に東日本大震災を経験したことに基づいている。
毎日12時から23時まで生放送をウェブサイトで動画付きのストリーミング配信をする。動画は基本的にスタジオ内のみ、一部の番組や新曲リリース時にはミュージックビデオが配信されることがある。93.8MHzでミニFMによる送出も行なっているが、スタジオ外への送出程度にとどまっており、紹介される際もネットラジオ局と記述されることが多い。YouTubeでは過去回のアーカイブ配信も行っている。

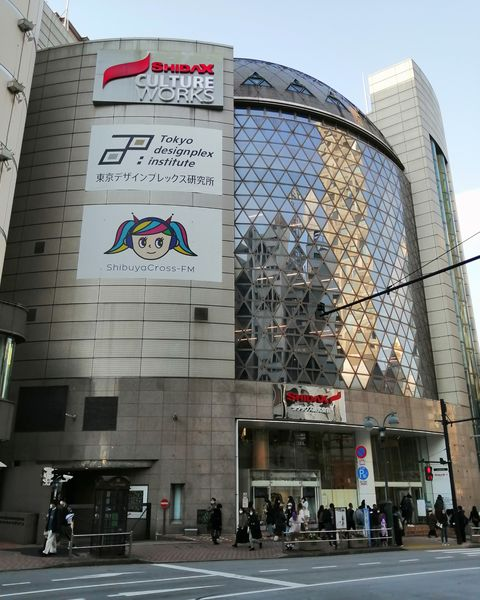
シダックスカルチャービレッジ（2022年）

公式キャラクターは「ムラサキちゃん」。

## 沿革
HISTORYより
- 2015年（平成27年）
  - 4月3日 - 株式会社渋谷クロスFM設立。
  - 7月7日 - 渋谷区神南（1丁目12-13）のシダックスビレッジ1Fにスタジオを置き、開局[1]。
- 2016年（平成28年）11月1日 - シダックスカルチャービレッジ1F（旧・電力館、神南1丁目12-10）にスタジオを移転。
- 2018年（平成30年）11月4日 - 開局3周年イベント「ムラサキちゃん音楽祭」開催[4]。
- 2021年（令和3年）1月29日 - 一般社団法人「日本記念日協会」より 3月11日が「防災意識を育てる日」として認定される。